# コリーイの乱
コリーイの乱（コリーイのらん、ウクライナ語: Коліївщина、ポーランド語: Koliszczyzna）は、1768年の夏にポーランド・リトアニア共和国が支配した右岸ウクライナで起きたハイダマーカによる武装蜂起である。近世時代におけるウクライナ・コサックとハイダマーカによるウクライナ民族解放運動の一つ。蜂起の原因は、ポーランド政府、カトリック系貴族、ならびにユダヤ系管理者が正教徒のウクライナ人に対して行った社会的・民族的・宗教的迫害である。ハイダマーカの歴史の中で最大の反乱である。以前のハイダマーカ反乱との相違点は、広い社会的基盤、反乱軍の司令部の存在、思想的統一性という点である。初期の段階で反乱は大きな成功を見せたが、隣国のロシア帝国がポーランド側に協力したため、ポーランド・ロシアの軍勢によって厳しく鎮圧された。

## 概要
コリーイの乱が勃発した要因は、1768年にバール連盟の創立にともなった政治的・社会的状況の悪化である。右岸ウクライナへ進出したロシア軍がバール連盟と戦闘を広げると、ウクライナの正教徒の間にはロシア帝国がウクライナ人を支援し、ポーランドに対して反乱を起こしてほしいと期待しているという風説が立った。さらに、正教の聖職者はロシア女帝エカチェリーナ2世が出した「黄金の書状」という偽書を民間に流し、武装蜂起に呼びかけた。こうして、ザポロージャ・コサックと下層階級の人々を中心に小さな反乱軍が編成されたが、時間が経つに連れてウクライナの聖職者・町人・農民が反乱軍に加わり、武装蜂起が拡大していった。反乱軍の兵士は「ハイダマーカ」または「コリーイ」（意訳：刺殺人）と呼ばれた。彼らの司令官はコサックであったが、反乱軍に最も多く加わったのはウクライナ農民であるため、コリーイの乱は農民戦争であったという見解がある。
武装蜂起の準備は、チヒルィーン付近のモトロナ至聖三者修道院から始まった。右岸ウクライナの正教会第一人者であった当修道院の典院メルキゼデク（ズナチコ=ヤヴィルシキー）は、蜂起の思想的指導者であったという。マクスィーム・ザリズニャークが率いるザポロージャ・コサックは修道院の聖職者と密談し、反乱軍の計画を立てた。そして、1768年6月6日に小さな軍隊が修道院から出兵し、ジャボティン、スミーラ、チェルカースィ、コールスニ、ボフスラーウなどの都市を陥落させた。反乱軍は成功すればするほど、蜂起の支持者が増加していた。
反乱の拡大を恐れたポーランドのバール連盟は、反乱軍を征伐するためにウーマニの百人隊長イヴァン・ゴーンタが率いる登録コサックを派遣した。しかし、ゴーンタ部隊は反乱軍に味方し、6月21日にザリズニャークと共にウーマニの都市を陥落させた。ウーマニで集まった約1万～2万人は右岸ウクライナの統治者、とりわけ貴族の地主・カトリック系聖職者・ユダヤ人の行政官などであったため、反乱軍によって抹殺された。その後、ザリズニャークはヘーチマン（将軍）とスミーラ公爵に選ばれ、ゴーンタはウーマニ連隊長とウーマニ公爵に選ばれた。反乱軍は16つの百人隊に区分され、将軍官庁によって管理されるようになった。1768年の後半までに反乱軍は右岸ウクライナの大部分を支配下に置き、17世紀末期にポーランド政府によって廃止されたコサック自治制を復活させた。
しかし、反乱者による政治的行動は、ロシア帝国にとっても不都合であった。同年7月9日にエカチェリーナ2世は反乱を鎮圧すべきという宣言を発表し、ミハイル・クレチェトニコフ少将が率いるロシア遠征軍を派遣した。ロシア軍とポーランド軍に協力し、7月半ばに反乱軍の指導者ザリズニャークとゴーンタを捕らえ、コーダニャ村で300のウクライナ人の反乱者を拷問して処刑した。7月末にコリーイの乱は鎮圧されたが、反乱軍の残党は1769年前半まで活動を続けた。
コリーイの乱は近世ウクライナにおける最後の大きな反乱となった。この反乱によってポーランド・リトアニア共和国は政治的危機に陥った。反乱軍の一部はオスマン帝国が支配したバルタ町にも攻め入ったため、オスマン帝国はロシア帝国に宣戦し、新たな露土戦争が勃発した。
コリーイの乱は、ウクライナの政治的・社会的思想に対して大きな影響を与えた。19世紀のロマン主義・民族主義の時代にコリーイの乱はウクライナ民族解放運動の象徴となり、コリーイの乱の参加者は英雄視された。反乱のモチーフは、ウクライナ民族の文学、美術、民話などに用いられ、右岸ウクライナに限らず、西ウクライナのガリツィア地方から東ウクライナのクバーニ地方にかけてウクライナ民族抵抗運動のエピゾードとして語り継がれた。